# Sclerophylax ruiz-lealii
Sclerophylax ruiz-lealii är en potatisväxtart som beskrevs av Fulvio. Sclerophylax ruiz-lealii ingår i släktet Sclerophylax och familjen potatisväxter. Inga underarter finns listade i Catalogue of Life.